# Тодор Искров Налбантина
Тодор Искров Тодоров-Налбантина (1843 – 1926) е български поборник в Априлското въстание от 1876 г. По-малък брат е на Ненчо Искров Налбантина.
Тодор Налбантина е един от онези участници във въстанието, които заради борбата си са преследвани, затваряни и пращани на заточение през 1876 г. Роден е в семейството на Искрьо Т. Тодоров и неговата жена Неда от село Копривщица през 1843 г. 
На 12 срещу 13 януари 1875 г. през нощта дошъл апостолът Тодор Каблешков от към Старо-Ново село и слязъл в къщата на Тодор Искров Душанов. Тодор не бе запознат с народните работи, ала апостолът дошъл в неговата къща по препоръката на брата му Ненчо Искров Душанов, който живее в Старо-Ново село и се занимава също с налбантство в това село. Апостолът бил доведен в Копривщица от Харалампи, зет на Душанови. Този ден Тодор Душанов не бил в Копривщица. Щом дошъл апостолът, той проводил известие до Найден Попстоянов, главен учител в селото, да отиде при него. Найден още същата нощ обадил на Каблешкова и те двамата намерили за добре да повикат апостола в друга къща, защото не се доверявали на домашните в Тодоровата къща. Те намерили за най-изгодно да се приеме апостолът в къщата на Танчо Шабанов, защото тя е по-встрани.
След неуспеха на въстанието Тодор Искров е откаран е в затвора на град София от турските власти на 5 май 1876 г. Поради искане от страна на съда във Филибе е прехвърлен в тамошния затвор. Държан е в неведение относно присъдата си и престоява там 14 месеца, след което е преместен в Одринския затвор и по-сетне в Цариградския. Освободен е след края на Руско-турската война на 2 февруари 1978 г. в изпълнение на решенията на Санстефанскя мирен договор.
След като се оказва на свобода, Тодор Налбантина се премества да живее в град Карлово, където почива на 16 януари 1926 г.